# Ala (cantante)
Ala, pseudonimo di Alicja Julia Boratyn (Łódź, 27 novembre 1992), è una cantante polacca.

## Biografia
La carriera musicale di Ala Boratyn inizia nel 2005, insieme al gruppo Blog 27, con la pubblicazione dell'album <LOL> e di una serie di singoli di successo. Dopo un tour europeo e una vittoria agli MTV EMA, nell'ottobre ha abbandonato il gruppo per avviare una carriera da solista.
Alicja comincia la registrazione dell'album di debutto Higher nel giugno del 2007 con le seguenti canzoni: Loosing, Darling, Angel e Ska. L'album viene pubblicato il 12 novembre dello stesso anno trainato dal singolo Angel. L'album non bissa però il successo raggiunto l'anno precedente dall'album del gruppo, così come il singolo. Nel 2008 viene estratto il successivo il singolo Don't Believe Them.

## Discografia

### Album in studio
- 2007 – Higher

### Singoli
- 2007 – Angel
- 2008 – Don't Believe Them
- 2008 – Shadow Lands